# Hagen Brosius

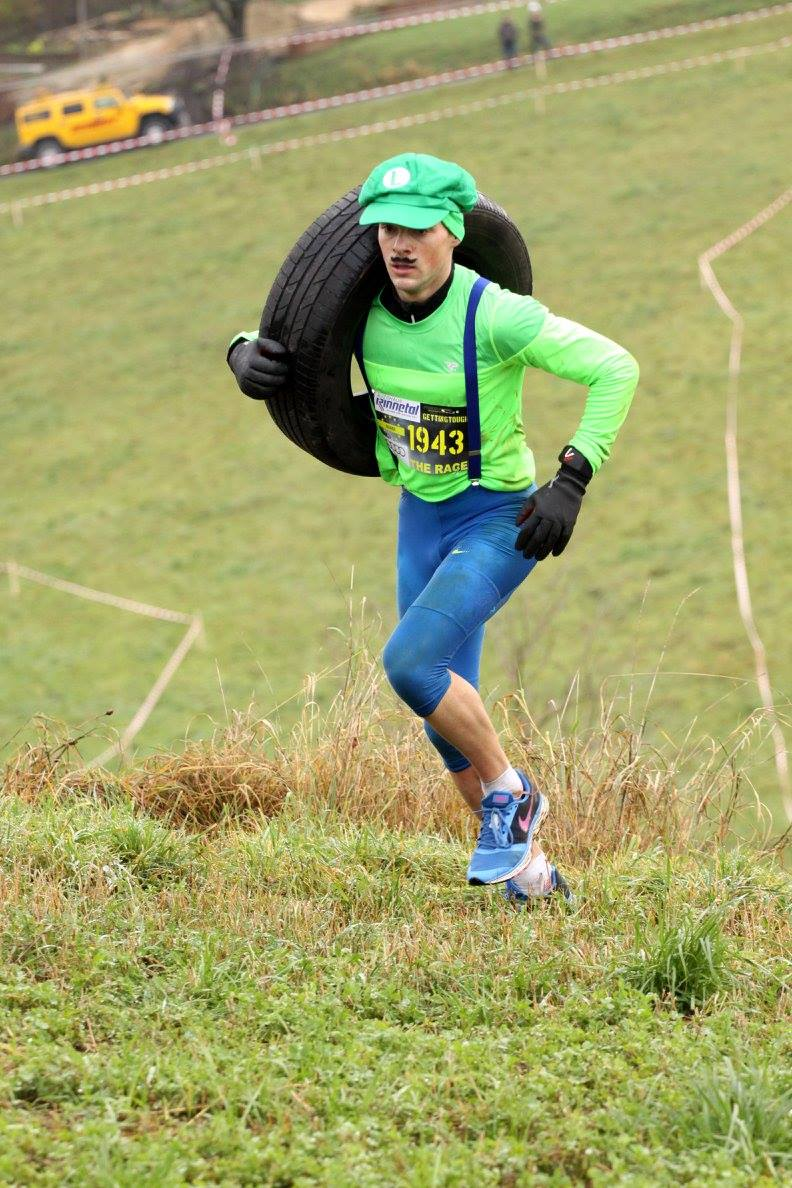
Hagen Brosius beim Gettingtough – The Race

Hagen „Luigi“ Brosius (*  23. August 1988 in Pasewalk) ist ein deutscher Leichtathlet und Extrem-Hindernisläufer.

## Sportliche Erfolge
2011 erreichte er Bronze in der Teamwertung beim 10.000-Meter-Lauf bei der Deutschen Leichtathletik-Meisterschaften 2011.
2011 wurde er Sieger im Halbmarathon beim Potsdamer Schlössermarathon (1:10:52 h).
Bei den Deutschen Leichtathletik-Meisterschaften 2012 erreichte er mit einer Zeit von 28:59,67 min Silber über 10.000 Meter. Damit qualifiziert er sich für den 10.000-Meter-Europacup im spanischen Bilbao (3. Juni 2012), wo er den 16. Platz in 29:22,89 min belegte. Seine Karriere beendete er nach diesem Rennen und widmete sich seinem Studium (Bachelor of Engineering). In den folgenden Jahren 2014, 2015, 2016, 2017 und 2019 konnte er den Extrem-Hindernislauf Gettingtough – The Race für sich entscheiden. Am 29. Januar 2017 wurde er Dritter beim Tough Guy Race. 2019 wurde er Erster beim Braveheartbattle und erreichte den siebten Platz bei XLETIX Elite Heat.
Bei seinen OCR-Läufen trägt er das Kostüm der Computerspielfigur Luigi.

## Leben
André Pollmächer ist sein Trainer und Mentor. Hagen Brosius ist der Bruder von Laura Brosius.